# M/T Bartol Kašić
M/T Bartol Kašić je trajekt za lokalne linije, u sustavu flote hrvatskog brodara Jadrolinije, izgrađen 1989. godine. Trajekt ljeti plovi na liniji Vela Luka – Ubli, a zimi najčešće Split – Vela Luka – Ubli.
Brod ima kapacitet prijevoza 500 osoba i 54 automobila, a može dostići maksimalnu brzinu od 13 čvorova.

## Pomorske nesreće
Godine 2006. prilikom pristajanja brod je udario u splitsku obalu zbog toga što su otkazala oba brodska motora, odnosno nisu prihvatili vožnju krmom. Zapovjednik je neuspješno pokušao zaustaviti brod obaranjem obaju sidara. U nesreći je ozlijeđeno nekoliko putnika te je oštećeno nekoliko automobila.
Dana 15. listopada 2009. trajekt je prilikom pristajanja u luci Žalić na otoku Silbi udario u lukobran i probio oplatu broda, no more nije prodrlo u trajekt, jer se oštećenje nalazilo iznad vodene linije. U srpnju 2009. brod je u istoj luci udario u obalu.
Dana 26. srpnja 2014. oko 23:15, brod se prilikom pristajanja u trajektnu luku Gaženica u Zadru zbog olujnog vjetra sudario s trajektom Vladimir Nazor. Pretrpio je znatna oštećenja te je upućen na popravak.
Dana 8. srpnja 2025. oko 13 sati, brod je pokušajem pristajanja na otok Silbu udario provom u rivu. Trajekt je, iako oštećen, ukrcao putnike, ali se umjesto prema Premudi vratio na Olib gdje je iskrcao putnike koje je preuzeo trajekt Vladimir Nazor.

## Vanjske poveznice
- M/T Bartol Kašić na marinetraffic.com